# Riserva naturale Boschi del Giovetto di Paline
La riserva naturale Boschi del Giovetto di Paline è una riserva naturale regionale delle province di Bergamo e Brescia, istituita nel 1985 per la salvaguardia della Formica rufa.

## Geografia e geologia
L'area del parco si estende a cavallo dei territori comunali di Azzone (in provincia di Bergamo) e Borno (in provincia di Brescia). Il punto più basso è a circa 1000 m s.l.m., nella valle del torrente Giona, mentre il punto più alto, a 1937 m s.l.m., corrisponde alla vetta del Costone, che segna il confine tra le due province.
Dal punto di vista geologico la riserva è costituita da formazioni sedimentarie triassiche dove prevalgono i depositi di argilla e marna che, grazie alla facilità di erosione, danno origine a forme arrotondate e pendii poco acclivi. Per brevi tratti si trovano anche depositi calcareo-marnosi, meno erodibili e affioranti nelle zone più ripide. Nei pressi del valico di Croce di Salven si trovano depositi detritici costituiti da ciottoli calcarei e sabbie trascinati dalle acque.

## Flora
La vegetazione che ricopre la riserva si può suddividere in tre tipologie: boschi, cespuglieti e praterie. L'area a bosco occupa l'82% dell'intera superficie della riserva in una fascia che va dai 950 fino ai 1850 m s.l.m. ed è caratterizzata dalla presenza dominante dell'abete rosso (Picea abies). Più nel dettaglio, il bosco si può a sua volta suddividere in tre fasce: fino ai 1250-1300 metri di quota, dove l'esposizione garantisce temperature più fresche, prevale la presenza di abete rosso e abete bianco (Abies alba) con un sottobosco ricco di muschi, felci, e altre specie erbacee e arbustive; dove invece il soleggiamento è maggiore o la quantità di acqua nel terreno si riduce, rimane la prevalenza dell'abete rosso, con presenze poco significative di faggio (Fagus), frassino maggiore (Fraxinus excelsior), acero montano (Acer pseudoplatanus) e nocciolo (Corylus avellana). Nella fascia che va dai 1300 ai 1450-1550 metri permane la dominanza dell'abete rosso con presenze limitate di abete bianco e larice (Larix), presente in misura significativa solo in un tratto del versante affacciato verso Borno, dove è stato inserito artificialmente. Dai 1450-1550 ai 1850 metri il bosco tende a diradarsi o a formare gruppi separati da radure, ricche di sottobosco con ontano alpino, sorbo degli uccellatori (Sorbus aucuparia), rododendro (Rhododendron) e mirtilli (Vaccinium myrtillus); i questa fascia l'abete rosso cede il posto al larice, che colonizza le superfici temporaneamente prive di bosco ed i tratti di pascolo abbandonato, permettendo così l'insediamento dell'abete rosso. I cespuglieti si trovano principalmente sui pendii più ripidi della Valle Giona e una fascia del versante settentrionale, dove la neve è presente per un periodo di tempo maggiore nell'arco dell'anno.
Lungo gli impluvi, insieme all'ontano alpino, sono presenti il laburno alpino e il salice.
Le praterie, costituite da prati e pascoli, sono la derivazione dell'eliminazione artificiale del bosco per scopi di allevamento. I prati-pascolo si trovano in piccole superfici nella fascia più bassa dell'area protetta, mentre i pascoli si trovano presso gli insediamenti stagionali delle malghe Creisa, Paiano e Costone, tuttora utilizzati con bestiame bovino e ovino. Le zone più ripide verso la sorgente "Cerovine" sono occupate da praterie secondarie incolte.

## Fauna
Nella riserva sono presenti tre specie di Galliformi: gallo forcello (Lyrurus tetrix), francolino di monte (Tetrastes bonasia) e coturnice (Alectoris graeca); tre sono anche le specie di Piciformi: picchio verde (Picus viridis), picchio rosso maggiore (Dendrocopos major) e picchio nero (Dryocopus martius). Quest'ultima specie ha un particolare ruolo chiave nell'ecosistema della riserva, in quanto diversi studi hanno dimostrato che più di quaranta specie diverse di uccelli e mammiferi utilizzano i fori realizzati dal picchio nero, rendendo questo uccello particolarmente rilevante per la conservazione di altre specie forestali.
Altri uccelli presenti nella riserva sono i rapaci notturni (Strigiformi) come l'allocco (Strix aluco), la civetta capogrosso (Aegolius funereus), il gufo comune (Asio otus) e la civetta nana (Glaucidium passerinum). Tra i rapaci diurni si trovano l'aquila reale (Aquila chrysaetos), il gheppio, lo sparviere (Accipiter nisus), l'astore (Accipiter gentilis) e le poiane (Buteo).
Tra i mammiferi si trovano con buona frequenza scoiattoli e lepri, mentre è più sporadica la presenza di caprioli e cervi. Tra i piccoli predatori sono diffusi volpe, faina e donnola.

### LaFormica rufa

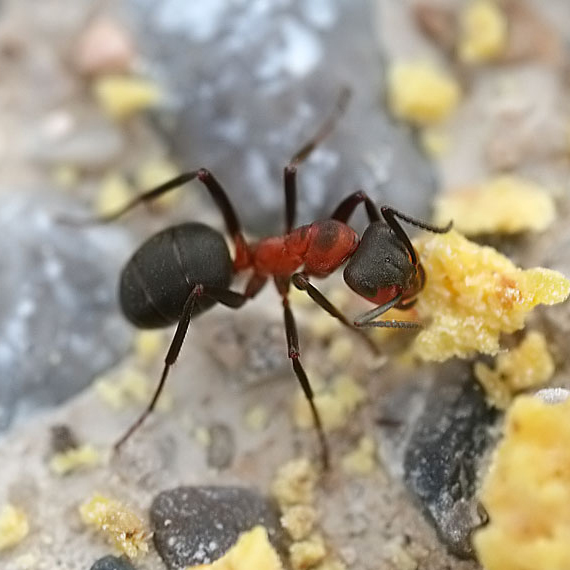
Formica rufa operaia

La Formica rufa, comunemente conosciuta come formica rossa, è una delle circa 200 specie del genere Formica presenti in Italia. Questa formica edifica nidi a forma di cupola, ideale per captare il calore del sole e proteggere il formicaio dalla pioggia. Questi nidi misurano in media 120 cm di diametro per un'altezza di 60 cm e possono contenere una popolazione che va dalle 200 000 alle 500 000 formiche con diverse centinaia di regine. Tuttavia alcuni nidi possono raggiungere anche i 2 metri di altezza e alcuni metri di diametro, con una popolazione di oltre un milione di esemplari.
Questi formicai si sviluppano fino a una profondità pari all'altezza della cupola e in genere inglobano una ceppaia marcescente o una grossa radice non più vitale. La parte più profonda del formicaio è formata da una serie di camere comunicanti destinate alla regina, allo sviluppo delle uova e delle larve e al contenimento degli individui alati nel periodo prossimo alla sciamatura. I nidi sono costruiti con un intreccio di aghi di conifere, ramoscelli, grani di terra e gocce di resina a formare una struttura compatta. Dalla fine del mese di settembre le formiche tendono a concentrarsi nella parte più profonda e quindi più protetta del nido, dove svernano a una temperatura di circa 10 °C. Con l'arrivo della bella stagione le operaie servono la regina, curano la prole, puliscono celle e gallerie e realizzano nuove aperture qualora la temperatura dovesse risultare troppo elevata, per permettere una maggiore ventilazione.